# Средместье (Варшава)
Средместье (пол. Śródmieście) — дзельница (район) Варшавы, современные границы которого установлены в 1960. Население 126 тыс. жителей. Включает в себя старейшую часть города — Старый город (пол. Stare Miasto) и Новый город (пол. Nowe Miasto), а также застройку, появившуюся после Второй мировой войны на месте уничтоженных районов.
Средместье — наиболее представительная дзельница Варшавы. В числе прочего здесь находятся самые роскошные гостиницы, наиболее посещаемые музеи, а в последнее время — самые современные офисные центры в городе.
По данным GUS (главного статистического управления), на 31.12.2009, в дзельнице на площади 15,57 км2 проживало 126 143 жителей.

## Административные границы
Границы Средместья определены следующим образом: железнодорожные пути вдоль ул. Сломиньского (ul. Słomińskiego), аллея Иоанна Павла II (al. Jana Pawła II), аллея Независимости (al. Niepodległości), ул. Стефана Батория (ul. Stefana Batorego), Спацерова ул. Спацеровая (ul. Spacerowa), ул. Гагарина (ul. Gagarina), ул. Подхорунжих (ul. Podchorążych), ул. Новоселецкая (ul. Nowosielecka) и фарватер Вислы.

## Органы управления
Органы управления дзельницы Средместья Варшавы, действующие в сроки 2010—2014, следующие.
Администрация дзельницы:
- Войцех Бартельский (Гражданская платформа|PO) — мэр (бурмистр)
- Пётр Круликевич (Гражданская платформа|PO) — заместитель мэра
- Мажена Цендровская — заместитель мэра
- Анджей Роберт Зелиньский — заместитель мэра

Рада (совет) дзельницы, президиум:
- Агнешка Гежиньская-Залевская (Гражданская платформа|PO) — председатель рады
- Пётр Казимерчак (Право и справедливость|PiS) — вице-президент рады
- Лидия Куля (Союз демократических левых сил|SLD) — вице-президент рады

Фракции («клубы») рады дзельницы:
Клуб «Гражданская платформа»: Хуберт Ашик, Хелена Цихорская, Агнешка Гежиньская-Залевская, Агнешка Грудзёж, Эльжбета Каспжак, Даниэль Лага, Павел Мартофель, Анна Пасынюк-Рогульская, Кшиштоф Петшиковский, Гжегож Рогульский, Мартин Рольник, Катажина-Йоанна Висьневская, Малгожата Жебровская.
Клуб «Право и справедливость»: Войцех Хойновский, Кшиштоф Гурский, Пётр Казимерчак, Анна Лютек, Павел Пулавский, Павел Шефернакер, Томаш Возняк.
Клуб «Союз демократических левых сил»: Ежи Будын, Лидия Куля, Гжегож Валькевич, Пшемыслав Зайонц.

## Районы

Схема дзельницы Средместье

Правовой статус основы, касающиеся районов и поселков, определяется следующими актами:
- Положение об общинном (гминном) самоуправлении (ст. 5, 35-37)
- Положение об устройстве столичного города Варшавы (ст. 11, 19)
- Устав гмины Варшава-Центрум (§§ 33, 38)
- Устав дзельницы (§§ 6, 21)

Согласно этим документам, в состав Средместья входят следующие районы:
- Старый и Новый Город (Stare i Nowe Miasto)
- Средместье-Центрум (Śródmieście — Centrum)
- Кошики (Koszyki)
- Олеандрув (Oleandrów)
- Район На Тракте (Osiedle Na Trakcie)

Согласно варшавской системе местных обозначений MSI, Средместье разделяется на Старый Город, Новый Город, Муранув (Muranów), Повисле (Powiśle), Северное Средместье (Środmieście Północne), Южное Средместье (Środmieście Południowe), Уяздув (Ujazdów).
В разговорной речи сохранилось следующее историческое разделение:
- Старувка (Starówka)
  - Старый Город
  - Новый Город
- Центрум
  - Северное Средместье
    - Мирув (Mirów) (частично)

  - Южное Средметье
    - Маршалковский жилой район (Marszałkowska Dzielnica Mieszkaniowa, MDM)
- Муранув
- Повисле
  - Мариенштат (Mariensztat)
  - Солец (Solec)
- Уяздув

## Центр
Архитектурная доминанта Средместья — Дворец культуры и науки, подаренный СССР в 1950-е гг. Это здание имеет высоту 231 м, с его обзорной площадки хорошо обозревается панорама Варшавы. У подножия этого дворца находится так называемая «палочка» (patyk)(нулевой километр), от которой считаются все расстояния от Варшавы.

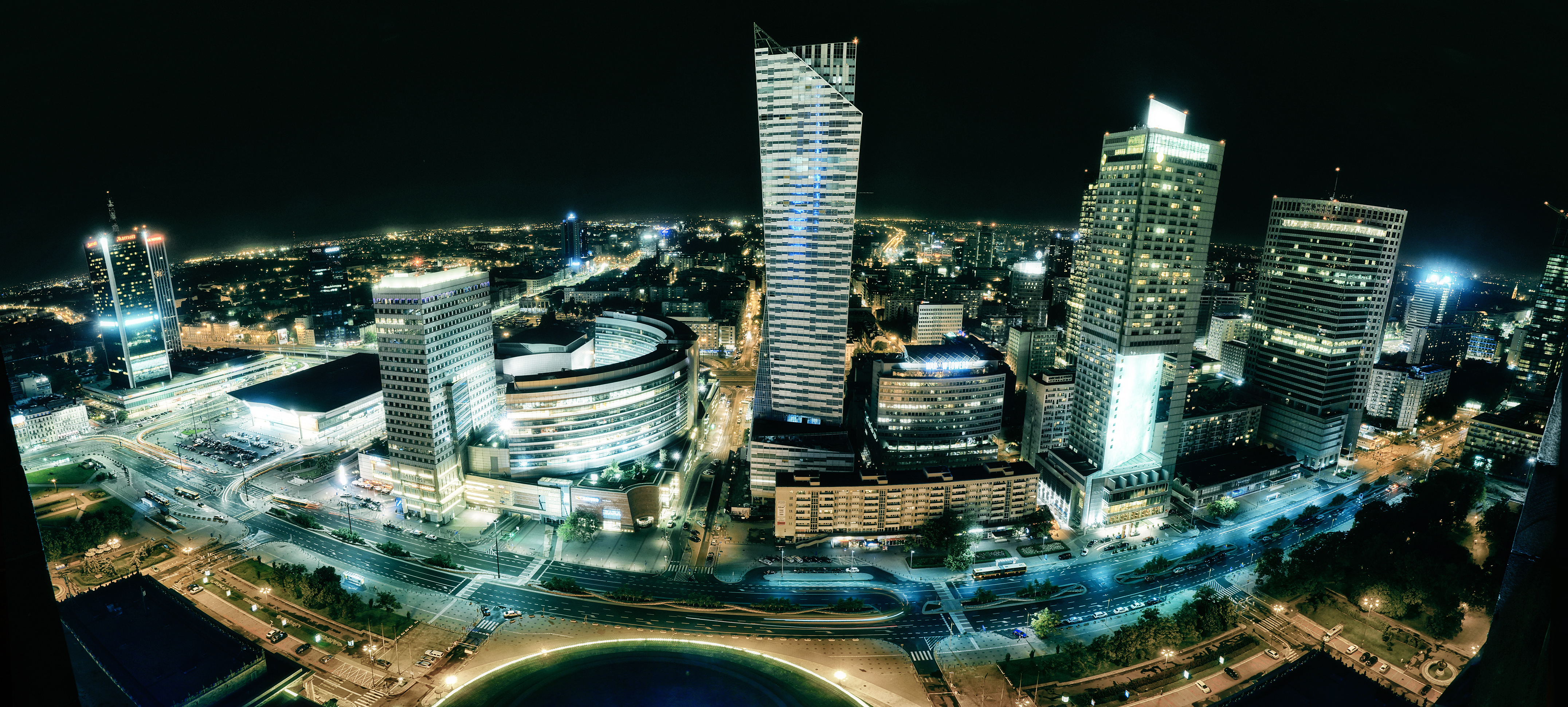
Средместье — вид с Дворцa культуры и науки

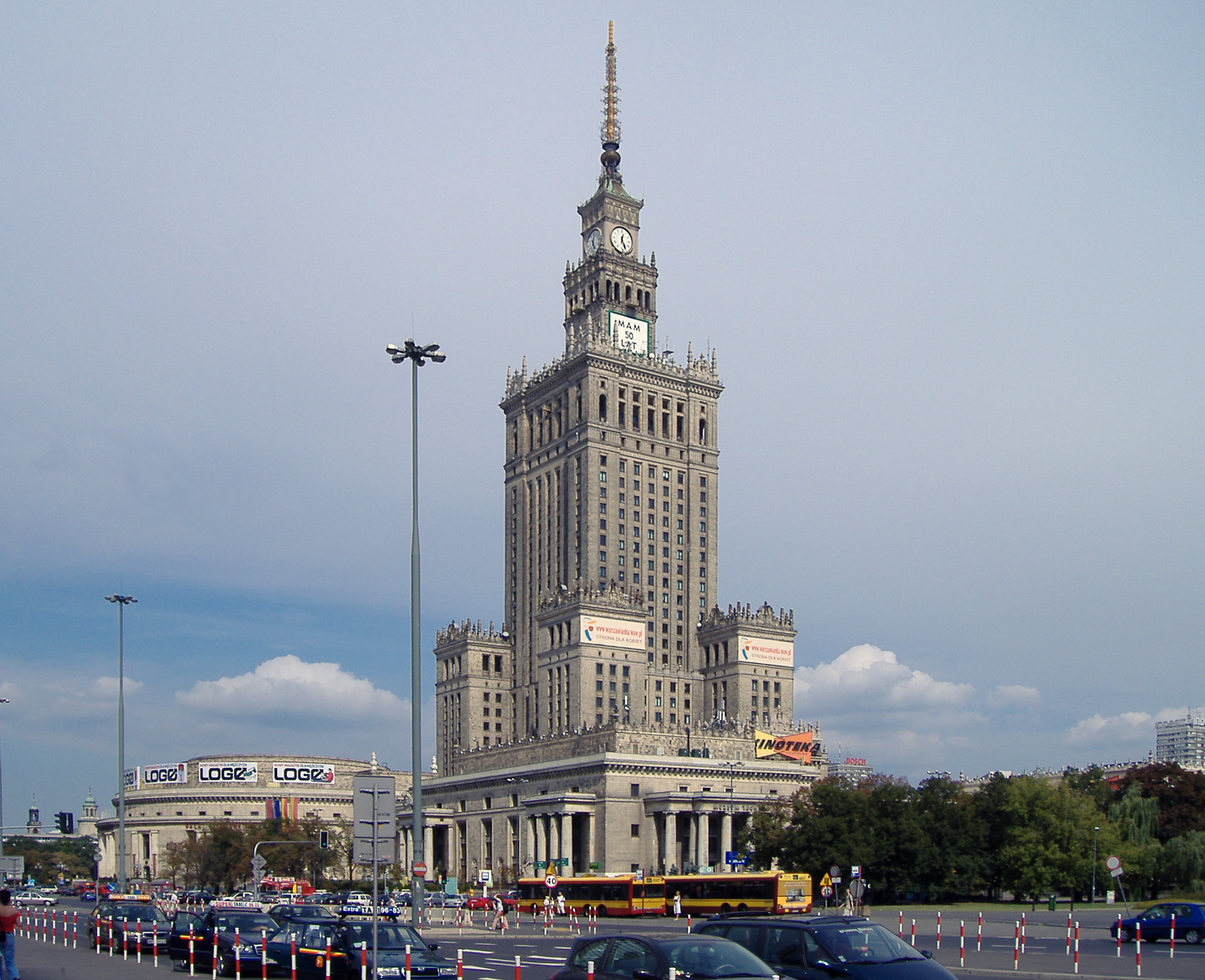
Дворец культуры и науки

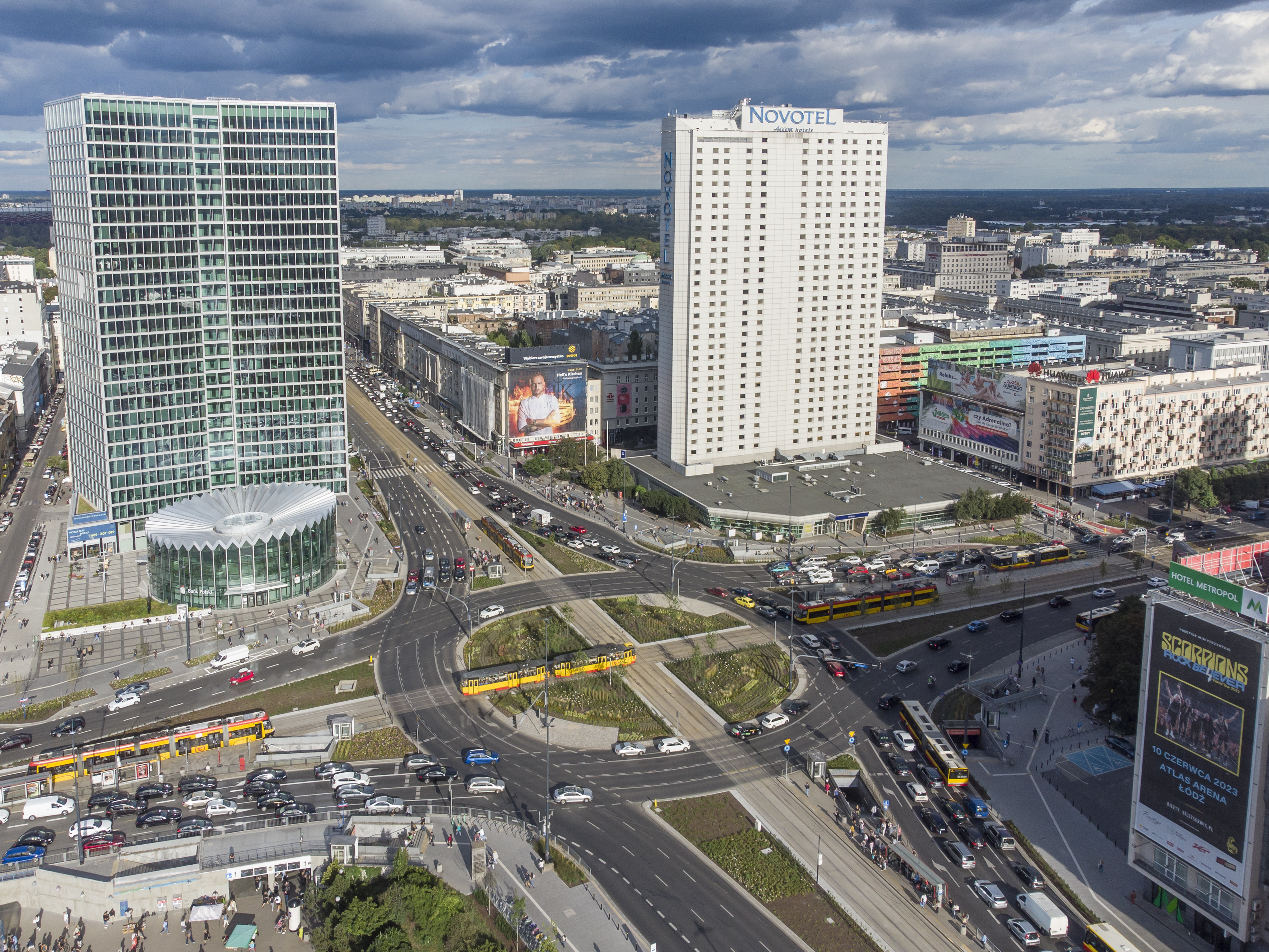
Пересечение Аллей Иерусалимских и Маршалковской улицы — общепризнанная центральная точка Варшавы

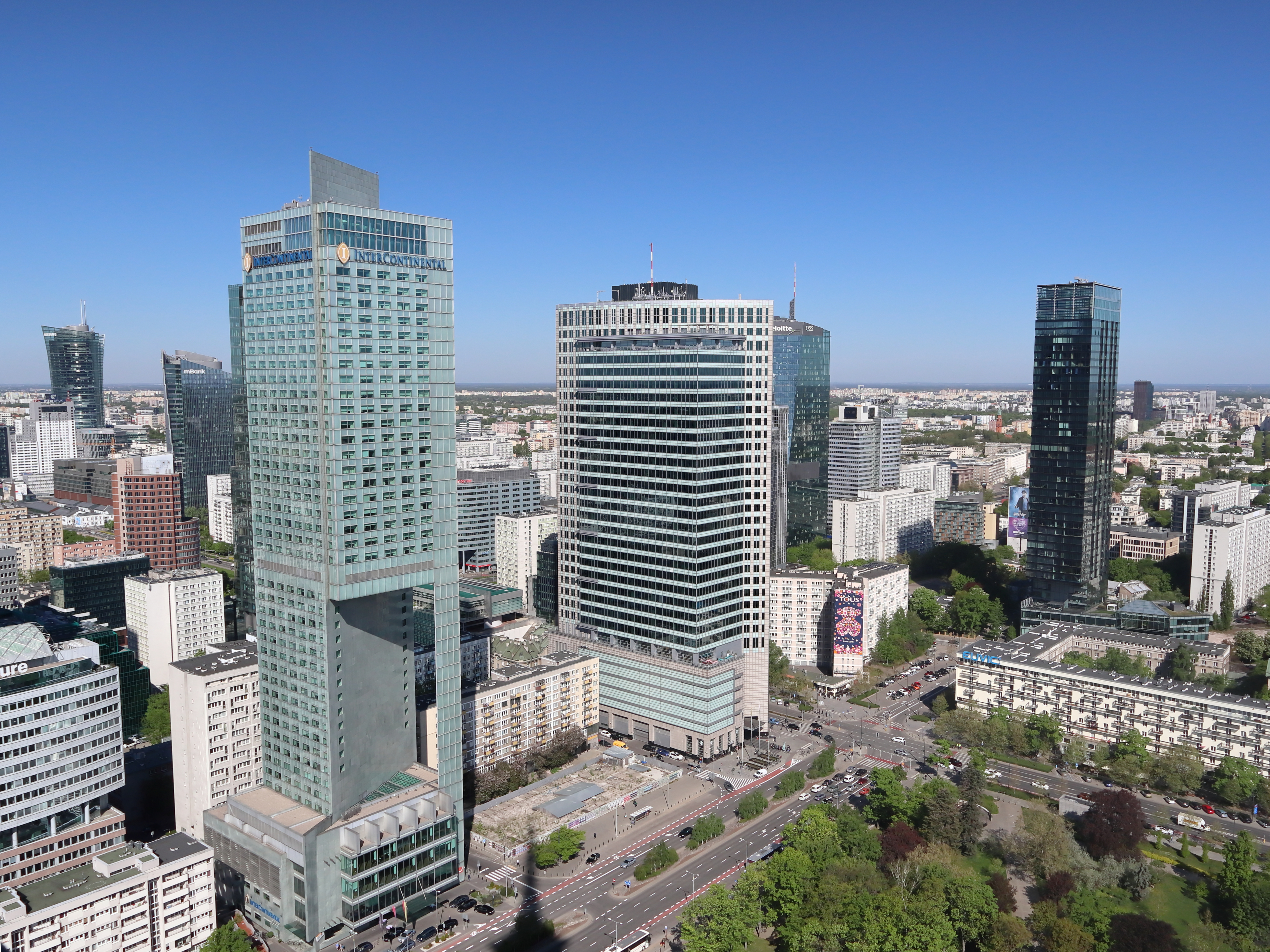
Современные высотные здания в Средместье, на переднем плане — отель Интерконтиненталь Варшава)

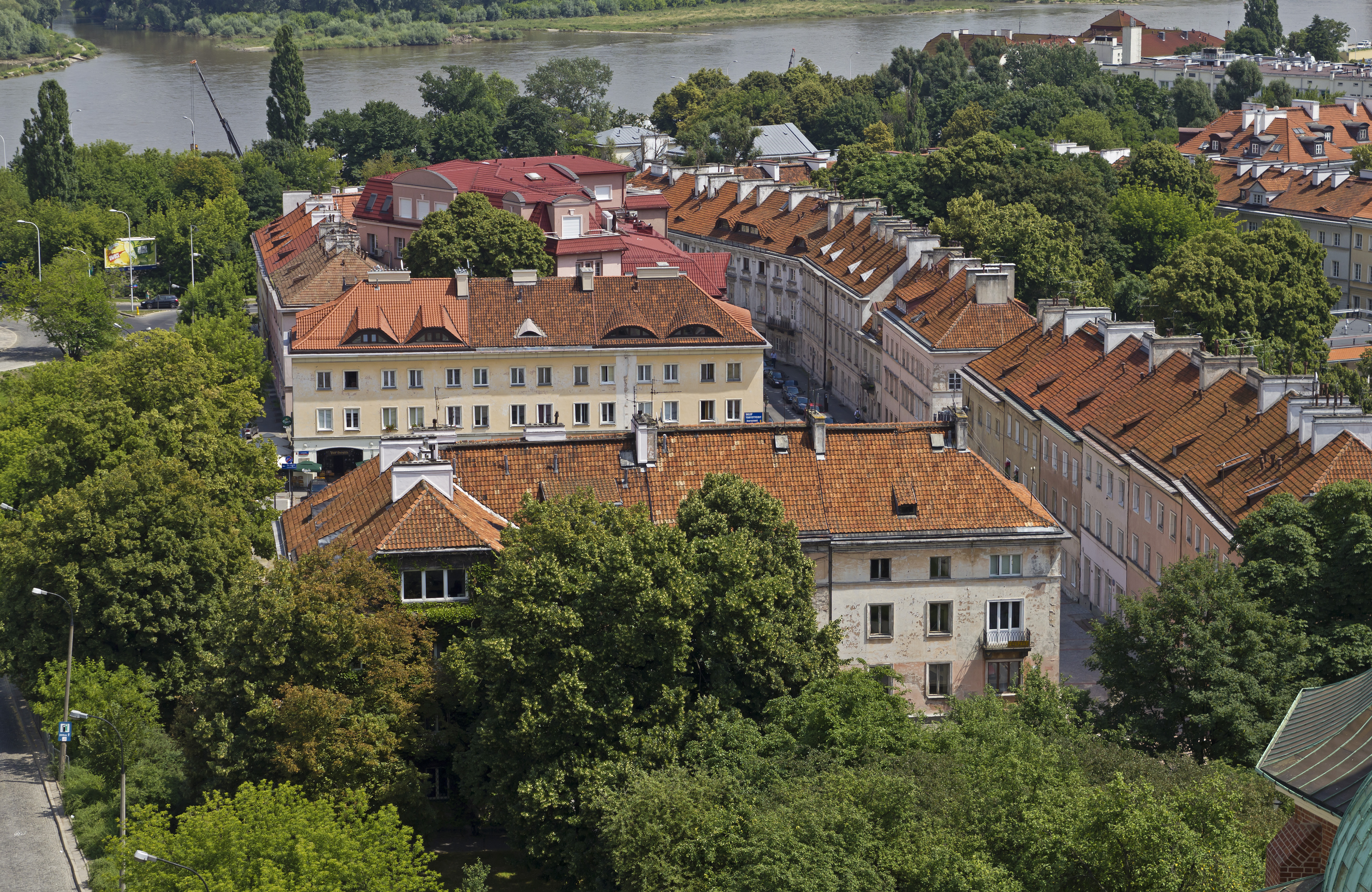
Мариенштат (Mariensztat)

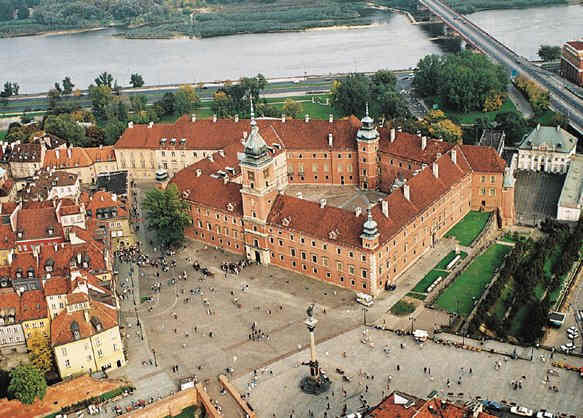
Королевский замок

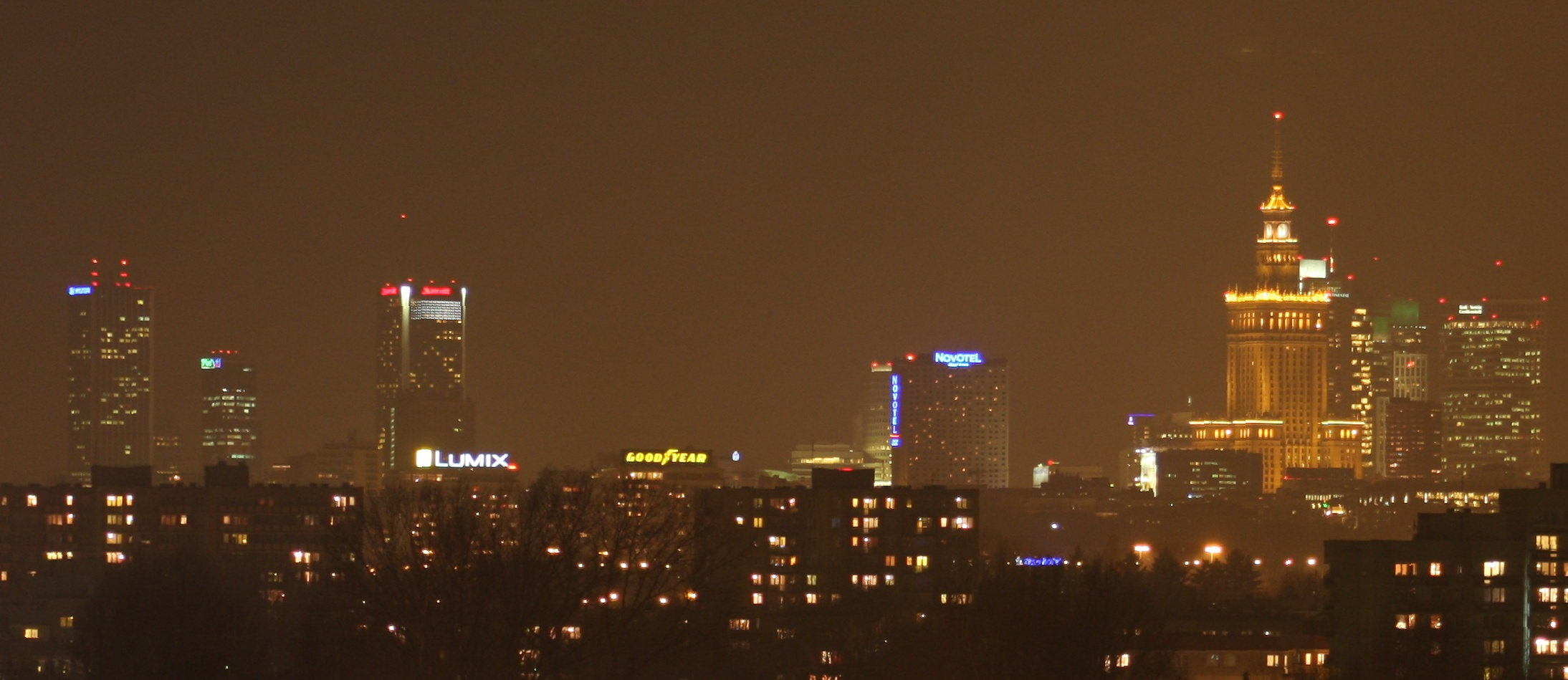
Ночная панорама Средместья, вид из района Гоцлав

## Памятники старины
- Старый Город
  - Замковая площадь c Королевским замком и колонной Сигизмунда
  - Дворец «под бляхой» (pałac Pod Blachą)
  - Собор Святого Иоанна Крестителя (Archikatedra św. Jana Chrzciciela)
  - Рынок Старого Города (Rynek Starego Miasta)
  - Барбакан
  - Костёл Святого Мартина
  - Костёл Милостивой Матери Божьей
  - Дом «под голубями» (kamienica Pod Gołębiami)
  - Дом «под кораблем» (kamienica Pod Okrętem)
  - Дом Бурбахов (kamienica Patrycjuszowska Burbachów)
  - Дом «под Христом» (kamienica Pod Chrystusem)
  - Улица Канония (Kanonia)
  - Скульптура «Русалка»
- Новый Город
  - Костёл св. Яцека (kościół św. Jacka)
  - Костёл Посещения Пресвятой Девы Марии
  - Костёл Святого Духа (Kościół Świętego Ducha)
  - Костёл св. Казимира (Kościół św. Kazimierza)
  - Музей Марии Склодовской-Кюри
  - Дворец Сапегов (pałac Sapiehów)
  - Рынок Нового Города (Rynek Nowego Miasta)
  - Улица Фрета (ulica Freta)
  - Улица Мостова (ulica Mostowa)
  - Костёл св. Франциска (Kościół św. Franciszka)
- Мариенштат
- Королевский Тракт (Trakt Królewski)
  - Краковское предместье (Krakowskie Przedmieście)
    - Трактир Деканка (Zajazd Dziekanka)
    - Костёл св. Анны (kościół św. Anny)
    - Костёл Святого Креста (kościół św. Krzyża)
    - Костёл визиток (kościół Wizytek)
    - Президентский дворец Pałac Prezydencki
    - Костёл Кармелитов (kościół Karmelitów)
    - Дворец Сташица
    - Памятник Николаю Копернику
    - Варшавский университет

  - Улица Новый Свят (ulica Nowy Świat)
  - Площадь Трёх Крестов (plac Trzech Krzyży)
    - Костёл св. Александра (kościół św. Aleksandra)

  - Уяздовская аллея
    - Уяздовский дворец (Zamek Ujazdowski) — центр современного искусства
    - Уяздовский парк (Park Ujazdowski)
    - Ботанический сад (Ogród Botaniczny)
    - Дворец Собакинских (Pałac Sobańskich)
    - Особняк Лещинских (Pałacyk Leszczyńskich)
    - Особняк Вильгельма Рау (Pałacyk Wilhelma Ellisa Raua)
    - Сейм
    - Сенат
    - Канцелярия председателя правительства (Kancelaria Prezesa Rady Ministrów)
    - Памятник Игнацию Яну Падеревскому (Pomnik Ignacego Jana Paderewskiego)
    - Дом «под гигантами» (Kamienica pod Gigantami)
- Саксонский сад (Ogród Saski)
- Театральная площадь (Plac Teatralny) с Большим Театром (Teatr Wielki)
- Банковская площадь с Дворцом комиссии доходов и финансов (Plac Bankowy z pałacem Komisji Przychodu i Skarbu)
- Площадь Пилсудского с Могилой Неизвестного Солдата
- Национальная филармония (Filharmonia Narodowa)
- Дворец культуры и науки
- Бельведерский дворец
- Лазенковский парк Park Łazienkowski
  - Дворец на воде (pałac Na Wyspie, pałac Na Wodzie, pałac Łazienkowski)
  - Старая оранжерея (Stara Pomarańczarnia)
  - Театр на острове (Teatr na Wyspie)
  - Мыслевицкий дворец (Pałac Myślewicki)
  - Белый домик (Biały Domek)
- Польско-католический кафедральный собор (katedra polskokatolicka)
- Дворец Мостовских (Pałac Mostowskich)
- Памятник Героям гетто (Pomnik Bohaterów Getta)
- Синагога Ножиков (Synagoga im. Małżonków Nożyków)
- Павяк (Pawiak)
- Дворец Бжозовских (Pałac Brzozowskich)